# Jean-Paul Besse
Pour les articles homonymes, voir Besse.
Pour l'homme politique, voir Jean Besse.
Jean-Paul Besse est un historien français né le 3 septembre 1948.

## Biographie
Jean-Paul Besse est docteur en histoire (1984).
Vice-président d’honneur de la Société d’histoire de Senlis, membre du Conseil de sauvegarde de cette ville, il enseigne depuis trente ans au lycée Jean-Rostand de Chantilly.
Spécialiste de la Réforme catholique et lauréat en 1999 de l’Académie française, il a publié cinq monographies d’histoire urbaine et participe régulièrement à des colloques internationaux. À l’occasion du millénaire capétien, il a créé la collection des Cités royales de l’Oise.
Il est membre du comité de rédaction du Messager orthodoxe.

## Publications
- Le Limousin au XVIIe siècle, 1979
- Pour la boxe, Essai sur le noble art, 1982
- Évêques et Religieux en Bas-Limousin du Baroque aux Lumières (1599-1789), 1985
- Hiera et Sacra : poèmes, 1986
- Senlis dans l’histoire, 1987 (rééditions en 1988, 1990 et 1996)
- Noyon dans l’histoire, 1988
- Un précurseur : Wladimir Guettée (1816-1892), du Gallicanisme à l’Orthodoxie, 1992
- Compiègne dans l’histoire, 1992
- L’Église orthodoxe roumaine de Paris, au cœur du Quartier Latin, 1994
- Les boxeurs et les dieux. L’esprit du ring dans l’art et la littérature, 1998
- Gisors dans l’histoire, 1998 (Prix Georges Goyau de l’Académie française)
- Chantilly et Noyon dans l’histoire, 2001
- Dom Besse, Un bénédictin monarchiste, Paris, Éditions de Paris, 2005
- Saint-Quentin et sa région dans l’histoire, Paris, Éditions de Paris, 2006
- (en) The ephemeral Croatian orthodox church and its Bosnian extension, 2006
- Élisabeth Féodorovna, princesse martyre, Via Romana, Versailles, 2008  (ISBN 978-2-916727-23-3)
- Ileana, l’archiduchesse voilée, Via Romana, Versailles, 2010  (ISBN 978-2-916727-74-5)
- Des tsars à l'exil : Catherine de Lesna, Via Romana, Versailles, 2011  (ISBN 979-10-90029-08-8)
- Tulle de 1800 à nos jours : portrait d'un chef-lieu du Sud-Ouest, Ed. de la Rue mémoire, Tulle, 2013  (ISBN 978-2-917731-11-6)
- Niégoch, un Dante slave, Via Romana, Versailles, 2014  (ISBN 979-10-90029-79-8)
- Ménélik II, l'Unificateur : soleil de l'Éthiopie, Versailles, Via Romana, 2021, 170 p.  (ISBN 978-2372711814).
- Salazar. Le consul impavide, Versailles, Via Romana, 2023, 200 p.  (ISBN 978-2372712354)
- Mannerheim, le fondateur, Versailles, Via Romana, 2024, 192 p.  (ISBN 978-2372712583)

### Traduction
- Apaiser la Terreur de William Bush, Clovis, 2001 (Prix Saint-Louis)

### En collaboration
- La Picardie, 1981
- Actes des colloques d’Histoire religieuse de Fontevraud, 1984, 1987, 1988, 1989
- Benoît Labre, Errance et sainteté. Histoire d’un culte, 1783-1983, 1984
- Actes du IXe Congrès Thomiste International (Tome VI, Vatican, 1991)
- Les Serbes et nous, L’Âge d’homme, 1996
- Que vive le peuple serbe ! L’Âge d’Homme, 1999
- Mar Abraham de Natpar, sa vie et ses écrits, 2004